# Ōtsuchi (arme)
Pour l’article homonyme, voir Ōtsuchi.

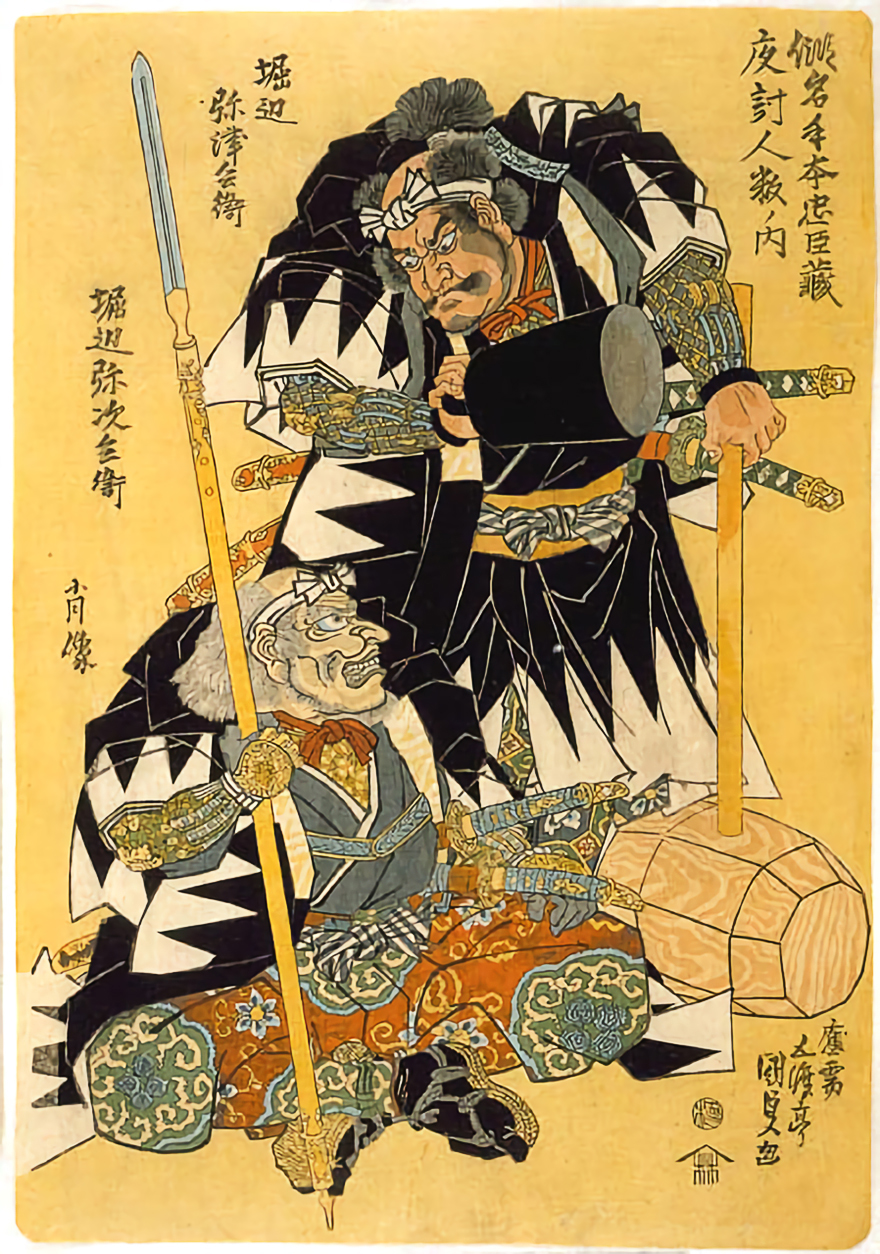
Sur cette estampe de Kunisada, tient un grand maillet.

Un ōtsuchi (大槌, lit. « marteau imposant ») est un lourd marteau de bois muni d'un manche d'environ 1,8 m qui servait aux anciens samouraïs du Japon féodal à forcer les portes des châteaux,.